# 11-11-11 (فلم)
11-11-11 هو فيلم رعب تم إنتاجه في إسبانيا والولايات المتحدة وصدر في سنة 2011. الفيلم من إخراج دارن لين بوسمان وكتابة دارن لين بوسمان.

## القصة
تحكي قصة رجل يدعى جوزيف (ثيموثي جيس) فقد زوجته وابنه في حادث حريق مروع ويصاب بحالة نفسية سيئة يتلقى على إثرها العلاج النفسي في إحدى المصحات النفسية وهناك يتعرف على الفتاة سادي (ويندي جلين) التي تحاول مساعدته للخروج من مأزقه ومن كوابيسه التي تسيطر عليه. يتلقى جوزيف مكالمة من شقيقه صامويل (مايكل لاندز) يدعوه لزيارة والده (دينيس رافتر) لمرضه الشديد فيشد جوزيف الرحيل إلى مسقط رأسه بإسبانيا وهناك يحاول أحد الأشخاص تحذيره من الشياطين التي ترغب في إيذانه وفي الوقت ذاته يؤكد له والده أن الشياطين تسعى خلفه وتبدأ الأحداث في التوالي مع قرب يوم 11 نوفمبر 2011 ظهور أشباح غريبة تطارد جوزيف أينما ذهب.

## طاقم التمثيل
تيموثي جيبس في دور جوزيف كرون
مايكل لاندز في دور صموئيل
ويندي جلين في دور سيدي
دينيس رافتر في دور ريتشارد كرون
لويس سولير في دور جابير
براندان برايس في دور غرانت
Lolo Herrero في اوكولتو اونر
Montserrat Alcoverro في دور سيليا
بينيامين كوك في دور ديفيد
سالومي خيمينيز في دور سارة
J.Larose في دور واين
جايسي جونزاليس في دور ريان
اميلي اوتم في دور أمرأه في الفيديو

## الميزانية والإيرادات
حقق أرباحا تقدر بـ 5,232,771 دولار.

## وصلات خارجية
- مقالات تستعمل روابط فنية بلا صلة مع ويكي بيانات

لا توجد روابط لمواقع التواصل الاجتماعي.